# Vorkosiganská sága
Vorkosiganská sága (anglicky Vorkosigan Saga) je cyklus více než tuctu románů a několika povídek od americké spisovatelky science fiction Lois McMaster Bujoldové, kde jako hlavní hrdinové vystupuje několik generací rodu Vorkosiganů.
Žánrově se tyto romány různí. Od vesmírné opery, přes zápletky veskrze detektivní až k lehké konverzační komedii.

## Romány
řazeno dle časové linie děje:
- Cestou svobody (angl. Falling Free, 1988) – příběh kvadruček.
- Cáry cti (angl. Shards of Honor, 1986) – během mise na planetě Sergyar se kapitánka Beťanského astronomického průzkumu Cordelie Naismithová setkává s admirálem Barrayarských ozbrojených sil Aralem Vorkosiganem, upadá do zajetí, vrací se domů, aby opět uprchla tentokrát zpátky za Aralem na Barrayar.
- Barrayar (angl. Barrayar, 1991) – trampoty novomanželů Cordelie a Arala Vorkosiganových a narození jejich syna Milese Vorkosingana na politicky nestabilním Barrayaru, během období smrti starého císaře Ezara Vorbarry.
- Učedník války (angl. The Warrior's Apprentice, 1986) – mladý Miles Vorkosigan se vydává po nezdařených přijímačkách na císařskou vojenskou akademii navštívit svou babičkou Naismithovou na kolonii Beta, odtud ho však osud zavleče mnohem dál až do obležené soustavy Tau Verde, kde si přivlastní žoldnéřskou flotilu.
- Vorova hra (angl. The Vor Game, 1990) – těžké jsou začátky mladého praporčíka, zvlášť když má sklon odmlouvat svým nadřízeným. První umístění Milese Vorkosigana a jeho příchod k Císařské rozvědce.
- Cetaganda (angl. Cetaganda, 1995) – Miles vykonává oficiální diplomatickou povinnost na pohřbu cetagandské císařovny Lisbet, mezitím však náhodou odhalí spiknutí proti místnímu císaři i své domovské planetě Barrayaru.
- Hranice nekonečna (angl. The Borders of Infinity, 1989) – v této sbírce tří povídek podává Miles hlášení o průběhu svých dvou mísí u Dendarijských žoldnéřů, zároveň vzpomíná na vyšetřování případu zavražděné holčičky v otcově hrabství.
- Bratři ve zbrani (angl. Brothers in Arms, 1989) – během čekání na příchod peněz pro svou žoldnéřskou flotilu Miles zjistí, že má klonového bratra, kterého chtějí teroristé využít proti jeho otci Aralovi a barrayarskému císaři Gregorovi.
- Zrcadlový tanec (angl. Mirror Dance, 1994) – Miles zažívá dobrodružství se svým klonovým bratrem Markem, při kterém je těžce zraněn.
- Paměť (angl. Memory, 1996) – Miles v důsledku falšování hlášení o průběhu mise (kvůli svému zdraví), ztrácí velení žoldnéřské flotily a vrací se zpět na Barrayar, kde vyšetří podivné onemocnění svého bývalého šéfa Illyana coby dočasný císařský auditor.
- Komarr (angl. Komarr, 1998) – císařský auditor Miles Vorkosigan vyšetřuje podivnou nehodu solárního zrcadla na planetě Komarr a seznamuje se se svou budoucí manželkou Kateřinou.
- Civilní služba (angl. A Civil Campaign, 1999) – jak si získat dívku svého srdce? Miles to rozhodně nevzdává. Poněkud nelogicky se však pokouší své vyvolené, mladé vdově Kateřině Vorsoissonové, dvořit bez toho, aniž by si toho ona sama všimla.
- Winterfair Gifts (česky dosud nevydáno, 2003) – během příprav na svatbu Milese a Kateřiny dojde k atentátu na nevěstu, viníky však včas odhalí Milesova bývalá kolegyně, dendarijská seržantka Taura.
- Diplomatická imunita (angl. Diplomatic Immunity, 2002) – jak mohou někdy dopadnout líbánky, když vás zastihne císařský rozkaz. Miles musí urovnat diplomatický incident, zabránit meziplanetárnímu konfliktu a ještě to stihnout zpátky domů dřív, než se mu narodí jeho první děti-dvojčata.
- Kryokomby (angl. Cryoburn, 2012) – Miles je vyslán na planetu Kibou-daini, aby prověřil firmu zabývající se kryonikou, která si chce otevřít pobočku na území Barrayarského císařství.
- Captain Vorpatril's Alliance (vyjde 2012) – Milesův bratranec Ivan Vorpatril si užívá poklidného života na Komarru, dostane se ale do problémů, když chce pomoci krásné mladé ženě pronásledované zločineckým syndikátem.